# James Tolkan
James Stewart Tolkan (ur. 20 czerwca 1931 w Calumet) – amerykański aktor filmowy. Odtwórca charakterystycznych ról drugoplanowych, słynący także ze swojej łysiny. Wciela się zwykle w role władczych i wpływowych, często negatywnych bohaterów.
Tolkan debiutował na dużym ekranie pod koniec lat 60. Pierwszym znaczącym filmem w jego karierze był Serpico (1973) w reżyserii Sidneya Lumeta. Później aktor pojawił się jeszcze w 2 produkcjach Lumeta. W filmie Woody’ego Allena Miłość i śmierć (1975) zagrał Napoleona Bonaparte. Popularność przyniosła mu m.in. rola dyrektora Geralda Stricklanda w filmowej trylogii Powrót do przyszłości Roberta Zemeckisa. W 1986 wystąpił w kasowym hicie Tony’ego Scotta Top Gun.
Zagrał również jedną z głównych ról u boku Michaela Dudikoffa w popularnym w latach 90. w Polsce serialu sensacyjnym Cobra (1993–1994).

## Filmografia

### Filmy
- 1971: Błędny detektyw – pan Brown
- 1973: Serpico – porucznik Steiger
- 1975: Miłość i śmierć – Napoleon Bonaparte
- 1979: Amityville Horror – koroner
- 1981: Książę wielkiego miasta – prokurator Polito
- 1981: Wilkołaki – Baldy
- 1982: Autor! Autor! – porucznik Glass
- 1983: Gry wojenne – Nigan, agent FBI
- 1984: Człowiek z lodowca – Maynard
- 1984: Rzeka – Howard Simpson
- 1985: Powrót do przyszłości – Gerald Strickland
- 1986: Top Gun – Tom „Stinger” Jordan
- 1986: Uzbrojeni i niebezpieczni – Lou Brackman
- 1987: Między niebem a ziemią – pan Bjornstead
- 1987: Władcy wszechświata – detektyw Lubic
- 1989: Rodzinny interes – sędzia w drugim procesie
- 1989: Powrót do przyszłości II – Gerald Strickland
- 1990: Powrót do przyszłości III – szeryf James Strickland
- 1990: Dick Tracy – Numbers
- 1991: Kochany urwis 2 – pan Thorn
- 1991: Do szaleństwa – Vince
- 1992: Krwawa pięść IV: Śmiertelna próba – agent Sterling
- 1992: Rysopis mordercy – Tonelli
- 1993: Punkt zapalny – Levitt
- 2006: Upadłe niebo – Thomas Knight Sr.

### Seriale telewizyjne
- 1981–1987: Posterunek przy Hill Street – Beasley (gościnnie)
- 1982–1987: Detektyw Remington Steele – Norman Keyes (gościnnie)
- 1984–1989: Policjanci z Miami – Mason Mather (gościnnie)
- 1988–1993: Cudowne lata – trener Silva (gościnnie)
- 1989–1996: Opowieści z krypty – sierżant McClaine (gościnnie)
- 1990–1996: Bajer z Bel-Air – dr. Oates (gościnnie)
- 1992: Tequila i Bonetti
- 1993–1994: Cobra – Dallas Cassel
- 1995–1996: Człowiek, którego nie ma – komandor Cyrus Quinn (gościnnie)
- 1996–2000: Zdarzyło się jutro – trener Phillips (gościnnie)
- 1996–2000: Kameleon – Korkos, agent FBI (gościnnie)
- od 2008: Uczciwy przekręt – Dean Chesny (gościnnie)